# Richard FitzRalph
Richard FitzRalph (também Fitz Ralph; c. 1300 em Irlanda – 16 de dezembro de 1360 em Avinhão) foi um teólogo e professor universitário irlandês, e também arcebispo de Armagh que viveu durante o século XIV.

## Vida e obra
FitzRalph nasceu numa família burguesa da origem hiberno-normanda em Dundalk, Irlanda. Temos notícias dele como ex-aluno e professor do Balliol College, na Universidade de Oxford em 1325 (sendo esta a primeira notícia conhecida dele). Por volta de 1331, tornou-se maestro em Teologia, e pouco tempo depois foi nomeado vice-chanceler da Universidade. Isso foi um sucesso sem precedentes, principalmente para alguém que ainda não tinha completado 40 anos, e ainda mais surpreendente para um irlandês (apesar de Prince, na sua obra "Worthies of Devon", afirmar que ele era originário de Devon).

Como vice-chanceler, FitzRalph enfrentou a crise causada pela famosa secessão de mestres e estudantes para Stamford, em Lincolnshire, e talvez esse assunto tenha sido o motivo da sua primeira visita à corte papal em Avinhão em 1334. Voltou a Inglaterra no ano seguinte, despois de ter sido nomeado Deão da catedral de Lichfield. Em 1337 foi obrigado outra vez a visitar Avinhão, onde permaneceu até 1344. O 31 de Julho de 1346, foi consagrado como arcebispo de Armagh. En ambas posições foi apreciado como um administrador competente.
A partir de 1344, FitzRalph começou a registrar em forma de diário os seus sermões. Os mais curtos e insubstanciais foram resumidos, enquanto os sermões mais longos, eruditos e teológicos foram transcritos na sua totalidade. Isto se pode dizer em especial dos sermões que predicou em Avinhão. Ambas formas de sermões foram escritos em latim, e manifestam o seu amor pelo estudo, compartido por amigos como Richard de Bury. Se crê também que enviou a muitos dos seus sacerdotes a estudar a Oxford para aumentar os seus conhecimentos. Os seus escritos incluem as suas ideias sobre o infinito, a predestinação e o Livre-arbítrio. Como os seus compatriotas irlandeses Henry Crumpe e John Whitehead, esteve implicado na controvérsia com os frades Franciscanos.
Os textos demostram que FitzRalph estava preocupado com os problemas sociais na Irlanda – vinte e nove sermões foram predicados em Dundalk, Drogheda, Dublin e diversos lugares do condado de Meath a eclesiásticos (aos que criticava pela sua pouca vocação), mercadores (aos que atacava por gastar demais em extravagâncias e por práticas comerciais desonestas) e ao povo em geral, onde era um predicador muito popular. Num tempo onde a miúde tinham relações raciais hostis entre os colonos e os nativos, ele tomou uma posição digna e honorável denunciando a discriminação contra os irlandeses que falavam gaélico. Embora às vezes fosse severo, isso era equilibrado por sua abordagem séria, justa e imparcial às pessoas a quem pregava, fossem de origem anglo-normando ou gaélico.
Visitou Avinhão pela terceira vez nos anos 1349–1351, onde se acredita que tenha participado das negociações entre a Igreja Apostólica Armênia e o Papa Clemente VI. A sua informação sobre a Peste Negra é a primeira constatação da sua chegada à Irlanda. Desde a sua volta à Irlanda em 1351 se envolveu-se no que foi uma campanha pessoal às vezes dura contra diversas ordens mendicantes. Ele desejava que os seus privilégios em relação à confissão, à predicação, e a outros atos que estavam enfraquecendo o seu clero secular fossem revogados. Como consequência disto, ele fez uma quarta visita a Avinhão em 1357 para tratar do assunto com o Papa Inocêncio VI. Morreu lá em 16 de Dezembro de 1360. Em 1370, os seus restos mortais foram enterrados na Igreja de São Nicolás, Dundalk, onde foi venerado durante vários séculos e foram documentados milagres relacionados com ele.
É possível que FitzRalph tenha sido chanceler na Universidade de Oxford em 1360.